# Bernard Esperou
Bernard Esperou est un homme politique français né le 5 janvier 1758 à Albi (Tarn) et décédé à une date inconnue.
Maire d'Albi, il est député du Tarn de 1791 à 1792, siégeant dans la majorité. Il est ensuite administrateur du département du Tarn.

## Sources
« Bernard Esperou », dans Adolphe Robert et Gaston Cougny, Dictionnaire des parlementaires français, Edgar Bourloton, 1889-1891 [détail de l’édition]